# Tetsuji Morohashi
Tetsuji Morohashi (諸橋 轍次, Morohashi Tetsuji, 4 juin 1883 à Sanjō - 8 décembre 1982) est une importante figure dans le domaine de l'étude du japonais et de la sinologie. Il est surtout connu comme rédacteur en chef du Dai Kan-Wa jiten (en), dictionnaire complet des sinogrammes ou kanji.
Le père de Morohashi était aussi un érudit du chinois et un amoureux de la poésie de Su Shi. Son nom, « Tetsuji », est dérivé du nom Zhe (轍, jap. : Tetsu), frère de Su Shi et du suffixe ji ((zh)).
- Grand Dictionnaire Chinois-Japonais (大漢和辭典, Dai Kan-Wa jiten?) Morohashi Tetsuji, ed. Tōkyō: Taishūkan shoten 大修館書店 .
  - 1943: Vol. I
  - 1955-1960: Vol. I révisé & Vols. II-XIII.

Le musée du dr. Tetsuji Morohashi (諸橋轍次記念館) se trouve dans sa ville natale de Sanjō, préfecture de Niigata, également connu sous le nom Kangaku no sato (漢学の里 « maison des études chinoises »).

## Honneurs
Morohashi a été honoré pour ses contributions en sinologie et en lexicographie.
- Ordre du Chrysanthème (1957)[2]
- Ordre de la Culture (1965)[2].